# Peter Stöger
Peter Stöger (Wenen, 11 april 1966) is een Oostenrijks voetbaltrainer en voormalig voetballer. Hij speelde zijn gehele carrière in Oostenrijk en kwam 65 keer uit voor de Oostenrijkse nationale ploeg. Na zijn carrière als speler stapte hij het trainersvak in en was hij de eindverantwoordelijke bij onder andere Austria Wien, 1. FC Köln en Borussia Dortmund.

## Spelerscarrière
Stöger begon zijn carrière bij Favoritner AC in Wenen. Via Vorwärts Steyr en First Vienna kwam Stöger bij Austria Wien terecht. Met Austria Wien won hij driemaal de Bundesliga op rij en ook drie keer de beker. Na zes jaar Austria Wien vertrok Stöger naar FC Tirol Innsbruck. Na slechts een seizoen bij Tirol Innsbruck contracteerde Rapid Wien Stöger. Hier won hij nog een keer de titel, in 1996. Ook speelde hij bij Rapid in de finale van de Europacup II 1995/96, deze werd verloren van Paris Saint-Germain. Hij keerde terug bij Austria Wien, na een jaar bij LASK Linz. Hij eindigde zijn carrière bij SC Untersiebenbrunn.

## Interlandcarrière
Stöger maakte zijn debuut voor Oostenrijk in februari 1988 tegen Zwitserland en speelde met Oostenrijk op het WK 1998.
| Interlanddoelpunten van Peter Stöger voor Oostenrijk | Interlanddoelpunten van Peter Stöger voor Oostenrijk | Interlanddoelpunten van Peter Stöger voor Oostenrijk | Interlanddoelpunten van Peter Stöger voor Oostenrijk | Interlanddoelpunten van Peter Stöger voor Oostenrijk | Interlanddoelpunten van Peter Stöger voor Oostenrijk |
| No.                                                  | Datum                                                | Wedstrijd                                            | Score                                                | Uitslag                                              | Competitie                                           |
| Als speler bij Austria Wien                          | Als speler bij Austria Wien                          | Als speler bij Austria Wien                          | Als speler bij Austria Wien                          | Als speler bij Austria Wien                          | Als speler bij Austria Wien                          |
| ---------------------------------------------------- | ---------------------------------------------------- | ---------------------------------------------------- | ---------------------------------------------------- | ---------------------------------------------------- | ---------------------------------------------------- |
| 1.                                                   | 19 augustus 1992                                     | Tsjecho-Slowakije – Oostenrijk                       | 0-1                                                  | 2–2                                                  | Vriendschappelijk                                    |
| 2.                                                   | 28 oktober 1992                                      | Oostenrijk – Israël                                  | 4-1                                                  | 5–2                                                  | WK 1994 kwalificatie                                 |
| 3.                                                   | 17 mei 1994                                          | Polen – Oostenrijk                                   | 0–1                                                  | 3–4                                                  | Vriendschappelijk                                    |
| 4.                                                   | 17 mei 1994                                          | Polen – Oostenrijk                                   | 1–2                                                  | 3–4                                                  | Vriendschappelijk                                    |
| 5.                                                   | 17 mei 1994                                          | Polen – Oostenrijk                                   | 2–3                                                  | 3–4                                                  | Vriendschappelijk                                    |
| Als speler bij Rapid Wien                            |                                                      |                                                      |                                                      |                                                      |                                                      |
| 6.                                                   | 6 september 1995                                     | Oostenrijk – Ierland                                 | 1–0                                                  | 3–1                                                  | EK 1996 kwalificatie                                 |
| 7.                                                   | 6 september 1995                                     | Oostenrijk – Ierland                                 | 2–0                                                  | 3–1                                                  | EK 1996 kwalificatie                                 |
| 8.                                                   | 6 september 1995                                     | Oostenrijk – Ierland                                 | 3–1                                                  | 3–1                                                  | EK 1996 kwalificatie                                 |
| 9.                                                   | 11 oktober 1995                                      | Oostenrijk – Portugal                                | 1–0                                                  | 1–1                                                  | EK 1996 kwalificatie                                 |
| 10.                                                  | 30 april 1997                                        | Oostenrijk – Estland                                 | 2–0                                                  | 2–0                                                  | WK 1998 kwalificatie                                 |
| 11.                                                  | 8 juni 1997                                          | Letland – Oostenrijk                                 | 0–3                                                  | 1–3                                                  | WK 1998 kwalificatie                                 |
| Als speler bij LASK Linz                             |                                                      |                                                      |                                                      |                                                      |                                                      |
| 12.                                                  | 11 oktober 1997                                      | Oostenrijk – Wit-Rusland                             | 2–0                                                  | 4–0                                                  | WK 1998 kwalificatie                                 |
| 13.                                                  | 11 oktober 1997                                      | Oostenrijk – Wit-Rusland                             | 4–0                                                  | 4–0                                                  | WK 1998 kwalificatie                                 |
| 14.                                                  | 2 juni 1998                                          | Oostenrijk - Liechtenstein                           | 3–0                                                  | 6–0                                                  | Vriendschappelijk                                    |
| 15.                                                  | 2 juni 1998                                          | Oostenrijk - Liechtenstein                           | 4–0                                                  | 6–0                                                  | Vriendschappelijk                                    |

## Trainerscarrière
Stöger en zijn assistent Frenk Schinkels werden trainer bij Austria Wien op 6 mei 2005. Via nog drie andere Bundesliga-clubs (First Vienna, Grazer AK en Wiener Neustadt) kwam Stöger opnieuw terecht bij Austria Wien in 2012. Op 11 juni 2013 werd Stöger hoofdcoach bij 1. FC Köln in de Duitse 2. Bundesliga. Hij volgde Holger Stanislawski op. Met Köln werd hij in het seizoen 2013/14 kampioen en promoveerde dus naar de Bundesliga. Op 10 mei 2015 werd na de met 2–0 gewonnen wedstrijd tegen FC Schalke 04 lijfsbehoud gerealiseerd. In december 2017 werd Stöger vanwege tegenvallende resultaten op straat gezet. Kort daarop werd hij aangesteld als trainer-coach van Borussia Dortmund, dat op 9 december na 163 dagen afscheid had genomen van Peter Bosz vanwege het uitblijven van aansprekende resultaten. De club uit Dortmund bleef de eerste 12 competitiewedstrijden onder Stöger ongeslagen (7 gewonnen, 5 gelijk), voordat ze met 6-0 verloren van rivaal Bayern München. Borussia Dortmund eindigde 4e in de competitie, werd in de achtste finale van de Europa League uitgeschakeld door Red Bull Salzburg en in de DFB-Pokal werden ze door Bayern München verslagen in de derde ronde. Op 12 mei 2018 maakte Stöger bekend dat hij niet langer doorging dan zijn 5 maanden bij de club. In augustus 2020 keerde Stöger terug als trainer bij Austria Wien. Tussen 1 juli en 13 december 2021 was Stöger hoofdtrainer van Ferencváros, de succesvolste club uit Hongarije.

## Erelijst

### Speler
Austria Wien
- Bundesliga

1990/91, 1991/92, 1992/93
- ÖFB-Cup

1989/90, 1991/92, 1993/94
 Rapid Wien
- Bundesliga

1995/96

### Trainer
Austria Wien
- Bundesliga

2005/06, 2012/13
- ÖFB Cup

2005/06
 FC Köln
- 2. Bundesliga

2013/14